# Paul Josef Nardini

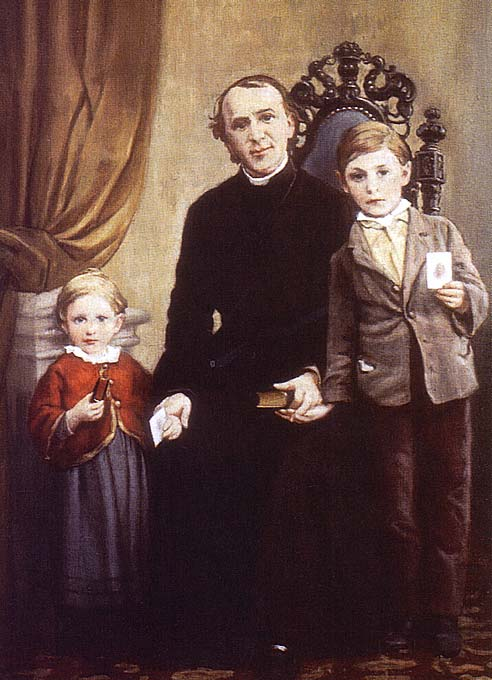
Paul Josef Nardini

Paul Josef Nardini (Germersheim, 25 juli 1821 – Pirmasens, 27 januari 1862) was een Duitse geestelijke.
Nardini was een priester in de industriestad Pirmasens in de Duitse deelstaat Rijnland-Palts en stichtte daar in 1855 de Armen Franziskanerinnen von der Heiligen Familie (Mallersdorfer Schwestern), een vrouwelijke orde die zich om de kinderen, armen en zieken bekommerde.
Hij werd op 22 oktober 2006 zalig verklaard in de Dom van Speyer.